# Myriam Cecchetti
Myriam Cecchetti, née le 23 mars 1966 à Esch-sur-Alzette, est une institutrice et femme politique luxembourgeoise, membre de La Gauche (déi Lénk), députée de 2021 à 2023.

## Biographie
Institutrice spécialisée dans l’éducation pour enfants à besoins spécifiques, Myriam Cecchetti commence sa carrière politique à l'échelle locale ; anciennement membre des Verts, elle siège pour ce parti au conseil communal de Sanem entre 2005 et 2017, d'abord comme conseillère, puis comme échevine à partir de 2010. En 2017, elle rejoint La Gauche et continue de siéger jusqu'en 2021, quand elle entre à la Chambre des Députés en remplacement de Marc Baum.

## Détail des mandats et fonctions

### Membre de la Chambre des Députés
- Députée depuis le 19/05/2021